# Liste der Ramsar-Gebiete in Niger
Die Liste der Ramsar-Gebiete in Niger umfasst die 14 nach der Ramsar-Konvention geschützten Feuchtgebiete in Niger, die eine Gesamtfläche von 7.534.289 Hektar aufweisen (Stand: 3. Januar 2022).

## Liste
| \| Nationalpark W \| |
| Nationalpark W       |

| Nationalpark W |

| \| Kokorou-Namga-Komplex \| |
| Kokorou-Namga-Komplex       |

| Kokorou-Namga-Komplex |

| \| Tschadsee \| |
| Tschadsee       |

| Tschadsee |

| \| Feuchtgebiet am mittleren Niger \| |
| Feuchtgebiet am mittleren Niger       |

| Feuchtgebiet am mittleren Niger |

| \| Dallol Maouri \| |
| Dallol Maouri       |

| Dallol Maouri |

| \| Dallol Bosso \| |
| Dallol Bosso       |

| Dallol Bosso |

| \| Feuchtgebiet am mittleren Niger II \| |
| Feuchtgebiet am mittleren Niger II       |

| Feuchtgebiet am mittleren Niger II |

| \| Mare de Dan Doutchi \| |
| Mare de Dan Doutchi       |

| Mare de Dan Doutchi |

| \| Mare de Lassouri \| |
| Mare de Lassouri       |

| Mare de Lassouri |

| \| Mare de Tabalak \| |
| Mare de Tabalak       |

| Mare de Tabalak |

| \| Oasen des Kawar \| |
| Oasen des Kawar       |

| Oasen des Kawar |

| \| Gueltas und Oasen des Aïr \| |
| Gueltas und Oasen des Aïr       |

| Gueltas und Oasen des Aïr |

| \| Guidimouni-See \| |
| Guidimouni-See       |

| Guidimouni-See |

| \| Madarounfa-See \| |
| Madarounfa-See       |

| Madarounfa-See |